# Asteroide de tipus G

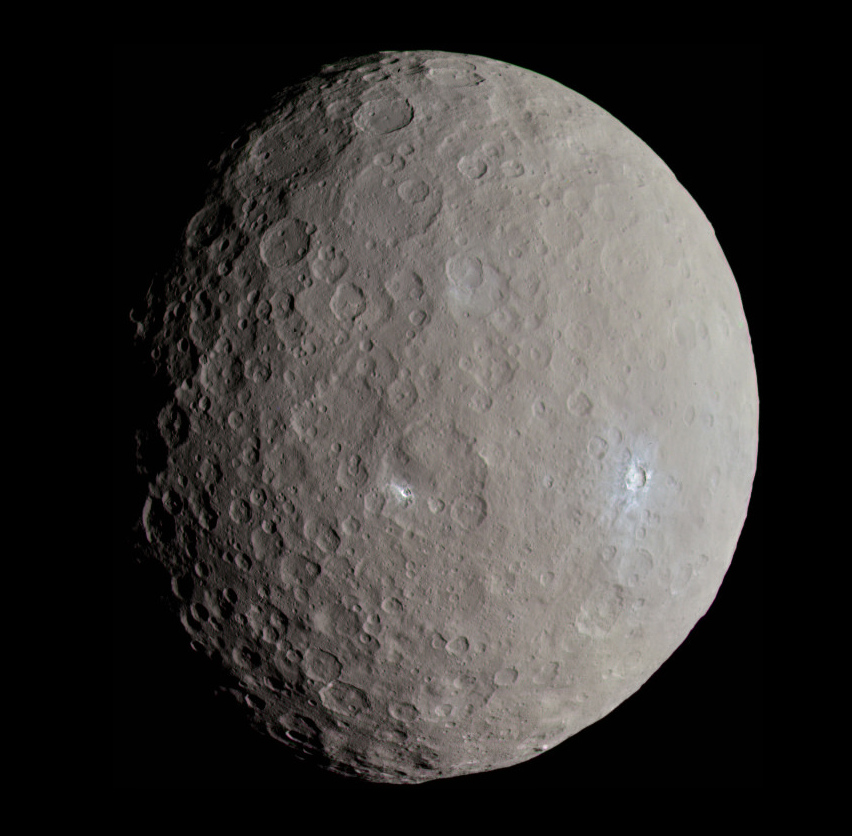
Ceres, l'asteroide més gran, és un tipus G

Com a part de la classificació moderna dels asteroides, D.J. Tholen ha seleccionat asteroides carbonosos, asteroides de tipus G, relativament poc comuns.
L'asteroide més important d'aquesta classe és Ceres.

## Característiques
En general similars als asteroides de tipus C, a diferència d'aquests manifesten una forta absorció ultraviolada per sota de 0,5. També poden estar presents una altra línia d'absorció en les proximitats de 0,7 um, indicatiu de la presència de filosilicats, com ara argila o mica.
Al tipus G correspon al tipus en la Classificació SMASS el tipus Cgh i Cg, que es distingeixen per la presència o absència, respectivament, de la línia d'absorció propera a 0,7 μm.
Els asteroides de tipus G i altres tipus rars de vegades es recullen juntament amb els asteroides de tipus C més comuns en el grup C dels asteroides carbonosos.